# Stephen Marley
Stephen Robert Nesta Marley (Wilmington, 20 de abril de 1972) é um músico jamaicano e o terceiro filho de Bob Marley com sua esposa, Rita Marley. É também conhecido pelo pseudonimo Raggamuffin

## Biografia
Stephen Marley fazia parte do conjunto de Reggae Melody Makers com seus familiares Ziggy Marley, Cedella, e Sharon. Em 1981, com 8 anos, Stephen foi para os vocais e cantou "Sugar Pie", que ele também interpretou ao vivo em 1982 no Jamaica World Music Festival na Baía de Montego . Em 1985, Stephen foi caracterizado no 12º álbum chamado Jah Is The Healing (Jah é a cura), lado oposto de Naah Leggo, um lançamento da gravadora jamaicana Tuff Gong, e novamente retratado na capa em Lord We A Come em 1986, quando os Melody Makers lançaram Hey World. Muitas trilhas apresentam o interprete Sthephen Marley, também conhecido como Raggamuffin contracenando com a liderança de Ziggy Marley, inclusive na faixa "Nuh Nuh Listen Yet" do álbum Play the Game Right, de 1985. 
Faixas posteriores apresentando Stephen como vocalista principal foram lançadas tais como "Problem With My Woman", "Rebel In Disguise", "African Herbsman", "Mama", "Tipsy Dazy", "Bygones", "Keep On", "Postman", "Long Winter", "Five Days A Year", "Notice", "Jah Bless", "All Day All Night", "One Good Spliff" e "High Tide ou Low Tide".